# قطاع الرعاية الصحية

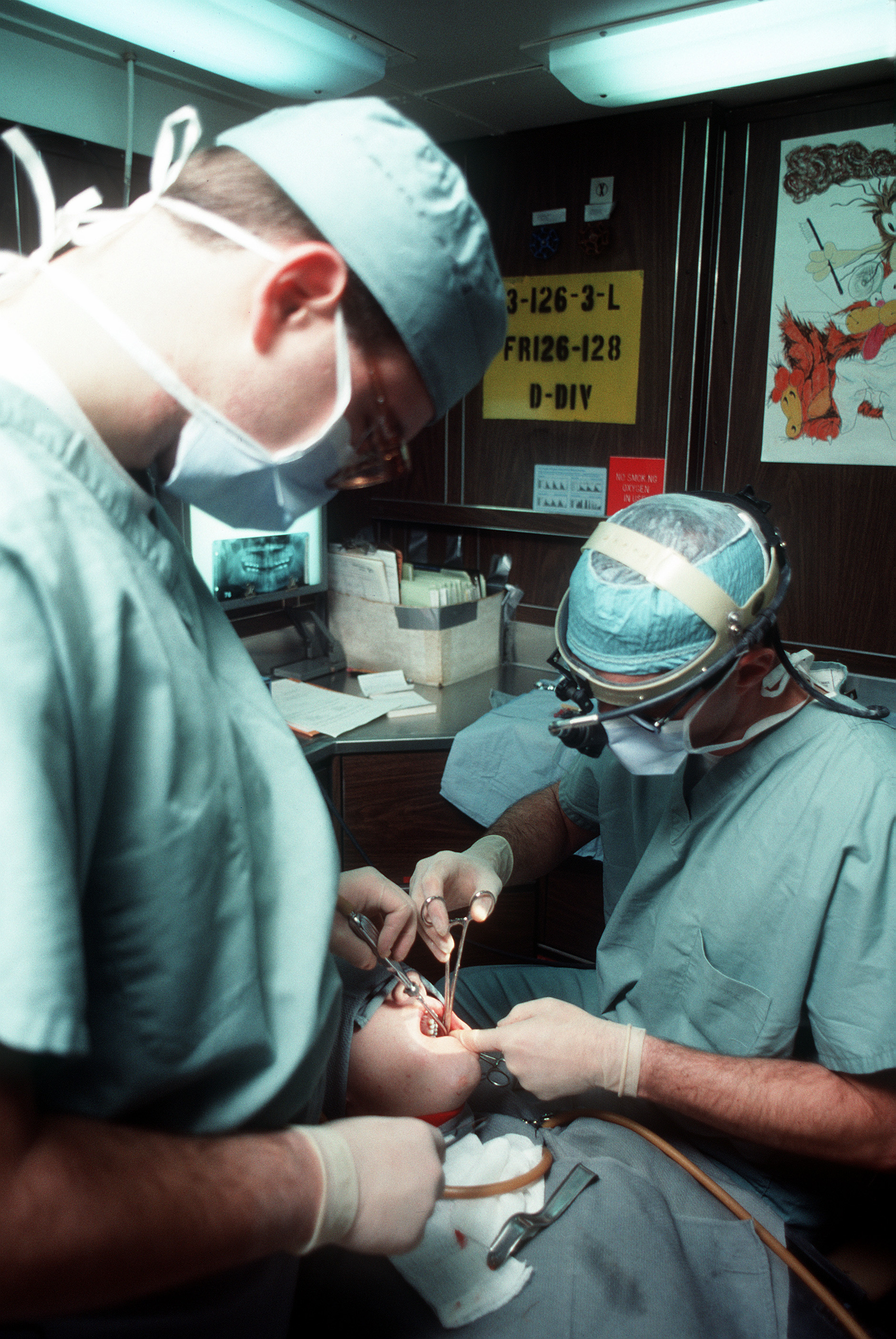

إن قطاع الرعاية الصحية أو القطاع الطبي هو قطاع في النظام الاقتصادي يعمل على توفير السلع والخدمات لمعالجة المرضى من خلال تقديم الرعاية العلاجية أو الوقائية أو التأهيلية أو التلطيفية أو حتى في بعض الأحيان الرعاية غير الضرورية. وينقسم قطاع الرعاية الصحية الحديثة إلى العديد من القطاعات الفرعية، كما يعتمد على فرق متعددة التخصصات من الأخصائيين المدربين والمهنيين المساعدين لتلبية الاحتياجات الصحية للأفراد والمجتمعات السكانية.
يمثل قطاع الرعاية الصحية واحدًا من أكبر القطاعات وأكثرها نموًا على مستوى العالم. ونظرًا لأن هذا القطاع ينفق أكثر من 10 بالمائة من الناتج المحلي الإجمالي (GDP) لمعظم الدول المتقدمة، فإنه يشكل جزءًا هائلاً من اقتصاد أي دولة.

## الخلفية
لأغراض التمويل والإدارة، عادة ما يتم تقسيم قطاع الرعاية الصحية إلى عدة أقسام. وكإطار عمل أساسي لتعريف قطاع الرعاية الصحية، فإنه وفقًا لـ التصنيف الصناعي الدولي الموحد (ISIC) التابع للأمم المتحدة يتكون هذا القطاع بوجه عام من الفئات التالية:
1. أنشطة المستشفيات
2. أنشطة العيادات الطبية وعيادات الأسنان
3. "أنشطة أخرى متعلقة بـ صحة الإنسان

تتضمن الفئة الثالثة الأنشطة التي يقوم بها، أو تخضع لإشراف، أفراد التمريض والقابلات والمعالجين الفيزيائيين والمختبرات العلمية أو التشخيصية ومختبرات الباثولوجي (علم الأمراض) والمصحات العلاجية والعاملين في المهن الصحية المساعدة مثل المهنيين المساعدين في مجالات علاج الإبصار والمعالجة المائية والتدليك الطبي والعلاج باليوجا والعلاج بالموسيقى والعلاج المهني ومعالجة النطق ومعالجة أمراض القدم والمعالجة المثلية والمعالجة اليدوية والوخز الإبري، إلخ.
بالإضافة إلى هذا، يقسّم كل من معيار التصنيف الصناعي العالمي ومعيار تصنيف الصناعة هذا القطاع إلى مجموعتين رئيسيتين:
1. أجهزة الرعاية الصحية وخدماتها
2. الدواء والتقانة الحيوية وعلوم الحياة ذات الصلة.

تشمل أجهزة الرعاية الصحية وخدماتها الشركات والمؤسسات التي توفر الأجهزة والمستلزمات الطبية وخدمات الرعاية الصحية مثل المستشفيات ومقدمي الرعاية الصحية بالمنازل ودور المسنين. بينما تتضمن المجموعة الثانية من هذا القطاع الشركات التي تقوم بإنتاج التقانة الحيوية والأدوية وغيرها من الخدمات العلمية المتنوعة.
وهناك طرق أخرى لتحديد نطاق قطاع الرعاية الصحية تضع تعريفًا أشمل لهذا القطاع بحيث يتضمن أيضًا الأنشطة الرئيسية المرتبطة بالصحة مثل تعليم الأخصائيين الصحيين وتدريبهم وتنظيم كيفية تقديم الخدمات الصحية وإدارتها، إلى جانب توفير العلاجات التقليدية والتكميلية وإدارة التأمين الصحي.

## مقدمو وأخصائيو الرعاية الصحية
مقدم الرعاية الصحية هوأي مؤسسة (كمستشفى أو عيادة مثلاً) أو شخص (مثل الأطباء أو أفراد التمريض أو العاملين في المهن الصحية المساعدة أو العاملين في الصحة المجتمعية) توفر خدمات الرعاية الوقائية أو العلاجية أو الرعاية التي تهدف إلى تعزيز الصحة أو الرعاية التأهيلية أو التلطيفية بطريقة منظمة للأفراد أو العائلات أو المجتمعات.
ووفقًا لتقديرات منظمة الصحة العالمية، فهناك على مستوى العالم ما يقرب من 9.2 ملايين طبيب و19.4 مليون فرد تمريض وقابلة و1.9 مليون طبيب أسنان ومساعدين لأطباء الأسنان و2.6 مليون صيدلي وعامل في قطاع الأدوية، وأكثر من 1.3 مليون عامل في الصحة المجتمعية  مما يجعل قطاع الرعاية الصحية واحدًا من أكبر القطاعات من حيث عدد العاملين به.
كذلك، يتبع القطاع الطبي العديد من المهنيين غير العاملين في تقديم الرعاية الصحية مباشرة بأنفسهم، ولكنهم يمثلون جزءًا من إدارة ودعم نظام الرعاية الصحية. فرواتب وأجور المديرين ومتعهدي التمويل والمحامين في قضايا أخطاء الممارسة الطبية والعاملين في مجال التسويق والمستثمرين وحاملي الأسهم في المؤسسات الربحية، جميعها تندرج ضمن نفقات الرعاية الصحية.
في عام 2003، كانت تكاليف الرعاية الصحية التي تم دفعها للمستشفيات والأطباء ودور المسنين والمختبرات التشخيصية والصيدليات ومصنعي الأجهزة الطبية وغيرها من مكونات نظام الرعاية الصحية تبلغ 15.3 بالمائة من إجمالي الناتج المحلي (GDP) للولايات المتحدة الأمريكية، وهي أعلى نسبة إنفاق في العالم على هذا القطاع. في الولايات المتحدة، ظل نصيب قطاع الصحة من الناتج المحلي الإجمالي (GDP) ثابتًا حتى عام 2006 مع استمراره في الصعود بعد ذلك ليشهد زيادة تاريخية من المتوقع أن تصل إلى 19.6 بالمائة من الناتج المحلي الإجمالي بحلول عام 2016 في عام 2001، بالنسبة لدول منظمة التعاون الاقتصادي والتنمية كان المتوسط هو 8.4%، حيث كانت الولايات المتحدة 13.9%، وسويسرا 10.9%، وألمانيا 10.7%، وهي أعلى الدول في الإنفاق على الرعاية الصحية. وإجمالي ما أنفقته الولايات المتحدة الأمريكية على الرعاية الصحية في عام 2006 كان 2.2 تريليون دولار. ووفقًا لمجلة Health Affairs (الشؤون الصحية)، فقد أنفقت الولايات المتحدة في عام 2007 على كل امرأة ورجل وطفل 7498 دولارًا، أي ما يوازي 20 بالمائة من إجمالي الإنفاق. ومن المتوقع أن تزيد هذه التكلفة لتصل إلى 12782 دولارًا بحلول عام 2016.

## تقديم الخدمات
انظر أيضًا: توفير الرعاية الصحية
تقديم خدمات الرعاية الصحية — - من مستوى الرعاية الأولية إلى مستوى الثانوية ومستوى الرعاية الصحية من المستوى الثالث — هو الجزء الأوضح من أي نظام من أنظمة الرعاية الصحية بالنسبة لكلٍ من المستخدمين والجمهور. وهناك الكثير من طرق تقديم الرعاية الصحية للعالم الحديث. حيث من الممكن أن يكون مكان تقديم الخدمة هو المنزل أو المنظمة أو مكان العمل أو في مرفق من المرافق الصحية. ومن أكثر الطرق شيوعًا تقديم الخدمة بشكل مباشر حيث يرى مقدم الرعاية الصحية والمريض بعضهما البعض وجهًا لوجه، وهذا ما يحدث في مجالات الطب العامة في معظم الدول. ومع ذلك، وبفضل تطور تقنية الاتصالات، أصبح تقديم عن بُعدالرعاية الصحية أكثر شيوعًا من ذي قبل، وقد يحدث هذا عندما يتواصل الممارس والمريض عبر الهاتف أومؤتمرات الفيديو أوالإنترنت أو البريد الإلكتروني أو الرسائل النصية أو أي شكل آخر من أشكال التواصل غير المباشر وجهًا لوجه.
ويعتمد تحسين الوصول إلى الخدمات الصحية وتغطيتها وجودتها على طرق تنظيم وإدارة الخدمات، وتعتمد على الحوافز التي تؤثر على مقدمي الخدمة ومستخدميها. ففي أنظمة الرعاية الصحية التي تعتمد على السوق، على سبيل المثال كتلك التي في الولايات المتحدة الأمريكية، عادة ما يتم دفع تكاليف هذه الخدمات بواسطة المريض أو من خلال شركة التأمين الصحي الخاصة بالمريض. وتتضمن الآليات الأخرى الأنظمة التي تمولها الحكومات (مثل هيئة الخدمات الصحية الوطنية بالمملكة المتحدة). وفي الكثير من الدول الفقيرة، تساعد مساعدات التنمية، بالإضافة إلى التمويل من خلال الأعمال الخيرية أو المتطوعين، على دعم توصيل وتمويل خدمات الرعاية الصحية عبر قطاعات كبيرة من السكان.
وقد يختلف هيكل رسوم الرعاية الصحية بصورة مثيرة من دولة لأخرى. فعلى سبيل المثال، تميل رسوم المستشفيات الصينية باتجاه 50% للأدوية، ونسبة كبيرة أخرى للأجهزة الطبية، ونسبة صغيرة لأتعاب أخصائي الرعاية الصحية. وقد قامت الصين بتنفيذ عملية تحول طويلة الأجل في صناعة الرعاية الصحية لديها، بداية من ثمانينات القرن العشرين. وقد انخفضت الإسهامات الحكومية خلال الخمسة وعشرون عامًا الأولى من عملية التحول هذه فيما يتعلق بنفقات الرعاية الصحية من 36% إلى 15%، حيث يقع عبء تكاليف هذا الانخفاض على المرضى بصورة كبيرة. وخلال هذه الفترة أيضًا، تمت خصخصة نسبة صغيرة من المستشفيات التابعة للدولة. وتم تشجيع الاستثمار الأجنبي في المستشفيات عن طريق تقديم حافز — يصل إلى 70% من رأس المال — كحافز على الخصخصة.

## السياحة العلاجية
السياحة العلاجية (تسمى أيضًا السفر العلاجي أو السياحة الصحية أو الرعاية الصحية العالمية) هي مصطلح قامت بصياغته وكالات السفر ووسائل الإعلام لوصف الممارسة سريعة التنامي للسفر عبر الحدود الدولية للحصول على الرعاية الصحية.
وتحتوي مثل هذه الخدمات على إجراءات اختيارية بالإضافة إلى جراحة معقدة ومتخصصة مثل استبدال المفاصل (الركبة/الخصر) وجراحات القلب وجراحات الأسنان وجراحات التجميل. وعلى الرغم من ذلك، تتوفر جميع أنواع الرعاية الصحية، بما في ذلك الطب النفسي والعلاجات البديلة والنقاهة وحتى خدمات الدفن. وكجزء عملي، يستخدم مقدمو الخدمة والعملاء قنوات تواصل واتصال غير رسمية، وفي مثل هذه الحالات قد يعني هذا قدرة تنظيمية أقل أو إشراف قانوني أضعف للتأكد من الجودة وملاذ أقل من الناحية الرسمية لتعويض النفقات أو تدارك الأخطاء عند الحاجة إلى ذلك.
قامت أكثر من 50 دولة بتحديد السياحة العلاجية كصناعة وطنية. وعلى الرغم من ذلك، يختلف الاعتماد ومعايير الجودة الأخرى بصورة كبيرة على مستوى العالم، وتوجد مخاطر ومشاكل أخلاقية تجعل هذا الأسلوب للوصول إلى الرعاية الصحية مثيرًا للجدل. وأيضًا قد تصبح بعض التوجهات خطيرة أو حتى يكون من الصعب على السياح التفكير فيها.[بحاجة لمصدر]

## كتابات أخرى
- Mahar, Maggie, Money-Driven Medicine: The Real Reason Health Care Costs So Much, Harper/Collins, 2006. ISBN 978-0-06-076533-0
- Starr, Paul  [لغات أخرى]‏, التحول الاجتماعي للطب الأمريكي, Basic Books, 1982. ISBN 0-465-07934-2